# Пьячентини, Марчелло
Марчелло Пьячентини (итал. Marcello Piacentini; 8 декабря 1881, Рим — 18 мая 1960, Рим) — архитектор итальянского новеченто, теоретик и практик урбанизмa, один из главных создателей так называемой «фашистской архитектуры» (architettura fascista).

## Творческая биография
Марчелло Пьячентини был сыном архитектора Пио Пьячентини. Учился в Академии изящных искусств и на инженерном факультете Римского университета. В 1901—1904 годах учился в Академии Святого Луки в Риме. Много путешествовал по Австрии и Германии. Усвоив уроки югендстиля и опыт Венских мастерских, Пьячентини создал собственный упрощённый, слегка модернизированный вариант неоклассицизма начала XX века, полностью соответствующий идеологии итальянского новеченто. Монументальная архитектура Пьячентини и широкие градостроительные решения были переняты Муссолини «для создания образа своего режима и его политического видения, отражающего великолепие имперской эпохи».
Пьячентини разработал «переходный» архитектурный стиль между неоклассицизмом группы «Novecento Italiano» (Джо Понти и другие) и рационализмом «Gruppo 7» (Джузеппе Терраньи, Адальберто Либера и других). Его индивидуальный стиль стал основой так называемой фашистской архитектуры в Риме, включая новый университетский кампус (Università di Roma La Sapienza, 1932) и район EUR, в котором он по воле диктатора Бенито Муссолини был не только проектировщиком, но и «верховным комиссаром».
В 1921 году вместе с Густаво Джованнони руководил журналом «Архитектура и декоративные искусства» (Architettura e Arti Decorative), который издавался до 1931 года. В 1922—1942 годах работал для Муссолини по всей Италии. В 1929 году Муссолини назначил Марчелло Пьячентини членом Академии Италии (dell’Accademia d’Italia).
Одна из ранних построек Пьячентини — башня Института национального страхования в Брешии на Пьяцца делла Виттория (1927—1932) высотой 57,25 м — является одним из первых высотных зданий Европы. Пьячентини — автор многих градостроительных проектов, вдохновлённых политикой социалистической партии Муссолини, в первую очередь возведение зданий Римского Университета (1932—1935), а также комплекса EUR: Международной выставки 1942 года в Риме (Esposizione Universale di Roma) совместно с Джузеппе Каппони, Джованни Микелуччи, Джио Понти, Гаэтано Раписарди, Джузеппе Пагано и другими (1938—1942). Он проектировал выставочные павильоны Италии для Всемирных выставок в Брюсселе (1910), Сан-Франциско (1915) и Париже (1937).
Пьячентини проповедовал архитектуру рационализма и искал её основы в греко-римской античности, он заявлял в 1930 году: «Я вижу нашу архитектуру в великом самообладании и в идеальной мере. Она примет новые пропорции, допускаемые новыми материалами, но всегда подчиняя их божественной гармонии, которая является сутью всех наших искусств и нашего духа. Она станет всё чаще отказываться от пустых формул и бесцветных повторений, утверждая абсолютную простоту и искренность форм, но не всегда сможет решительно отвергнуть изящество уместного украшения».
Марчелло Пьячентини руководил всеми проектами по генеральному развитию города Рима, например, устройством новой Улицы Примирения (Via della Conciliazione) от Площади Святого Петра к Замку святого Ангела (1936—1950).
После Второй мировой войны он успешно прошёл формальную процедуру «очищения» (un’effimera epurazione) и работал в должности профессора урбанистики на факультете архитектуры римского университета Сапиенца до 1955 года.
Совместно с инженером Пьером Луиджи Нерви он был автором Дворца спорта EUR (Palazzo dello Sport dell’EUR, 1957). Отношение к личности Пьячентини, творчество которого на протяжении длительного времени было связано с фашистским режимом, неоднозначно, поскольку неоспоримо его архитектурное мастерство и общественное значение его построек. Идейные убеждения и личные пристрастия Пьячентини также были достаточно широки. В библиотеке университета Сапиэнца хранится «Фонд Пьячентини»: более двух тысяч томов и шестидесяти периодических изданий, подаренных университету в 1970-х годах дочерью выдающегося архитектора Софией Аннези Пьячентини. Такой же фонд хранит библиотека Технологического университета Флоренции.

## Некоторые постройки

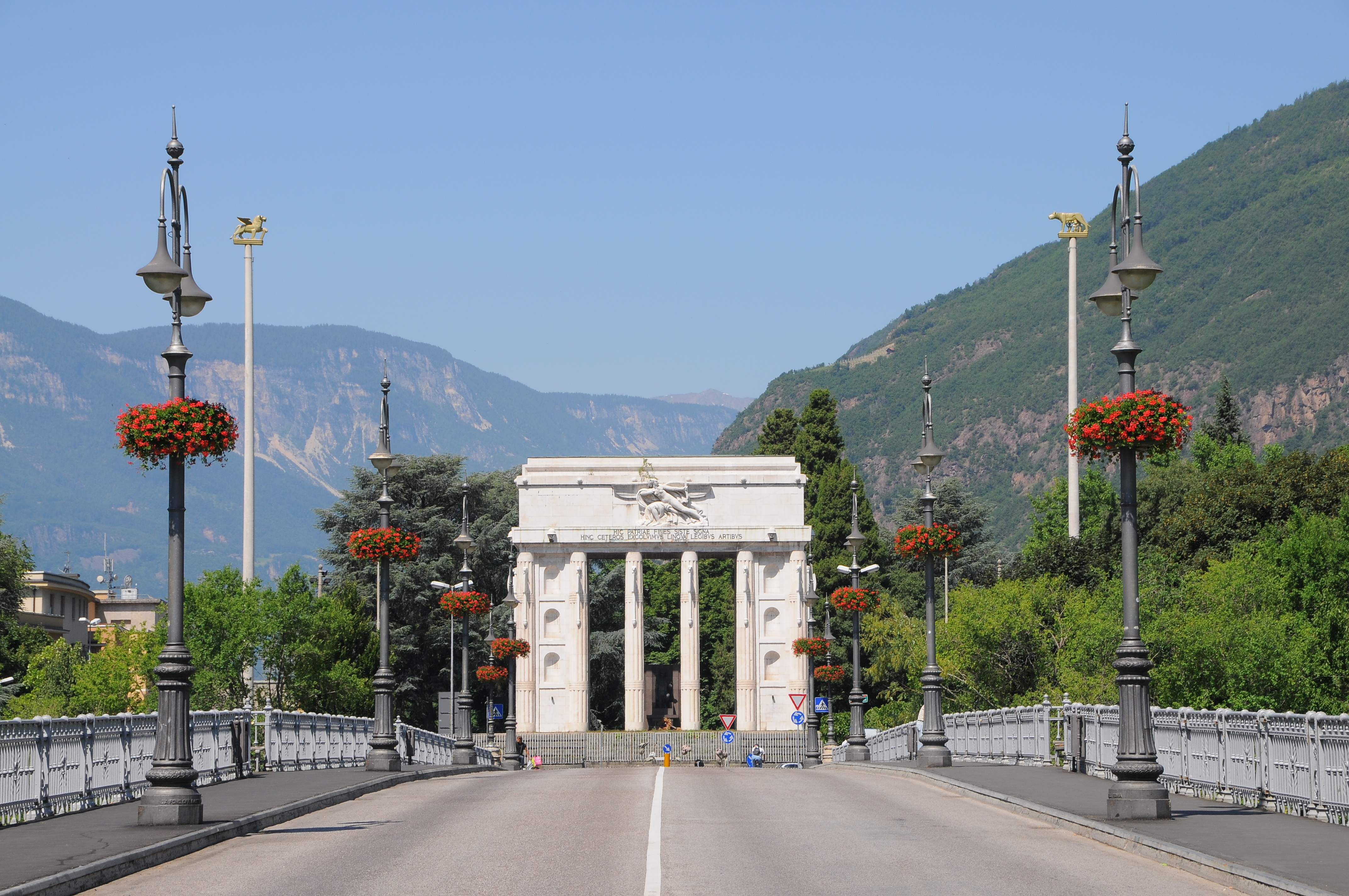
Монумент победы в Больцано. 1928
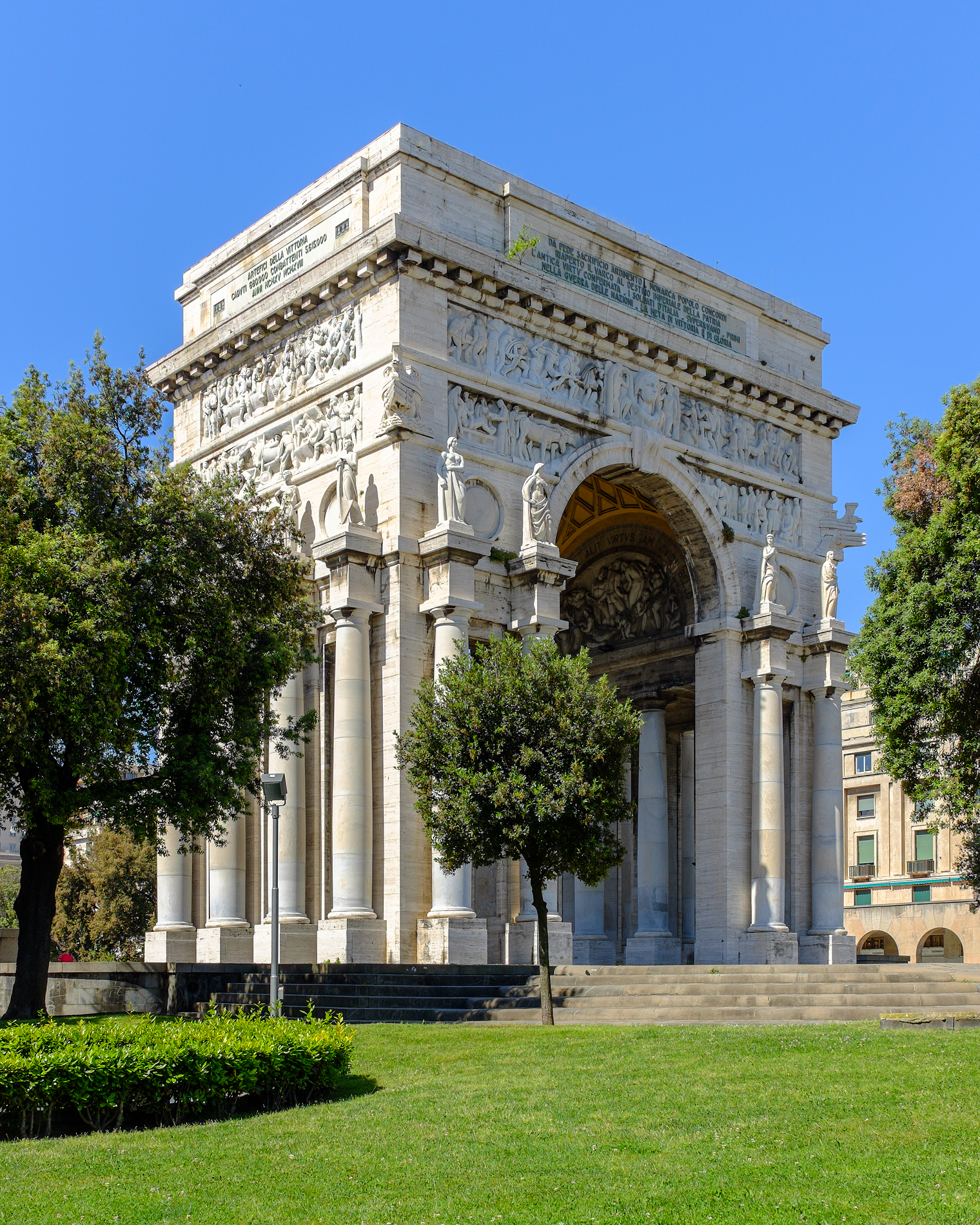
Арка Победы. Генуя, 1924—1931
Площадь Победы (Пьяцца делла Виктория) в Брешии. 1927—1932
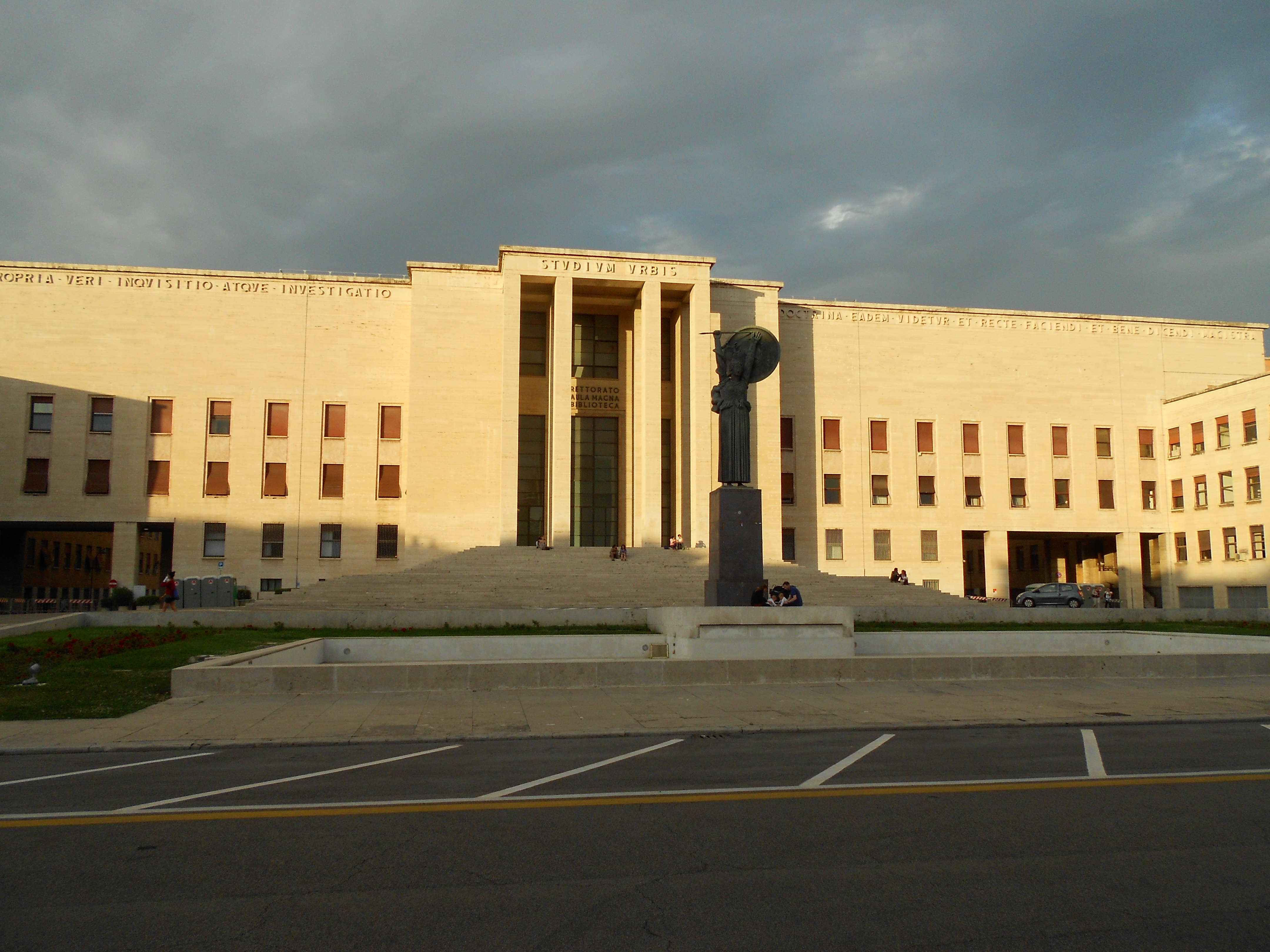
Главное здание Римского университета Ла Сапиенца
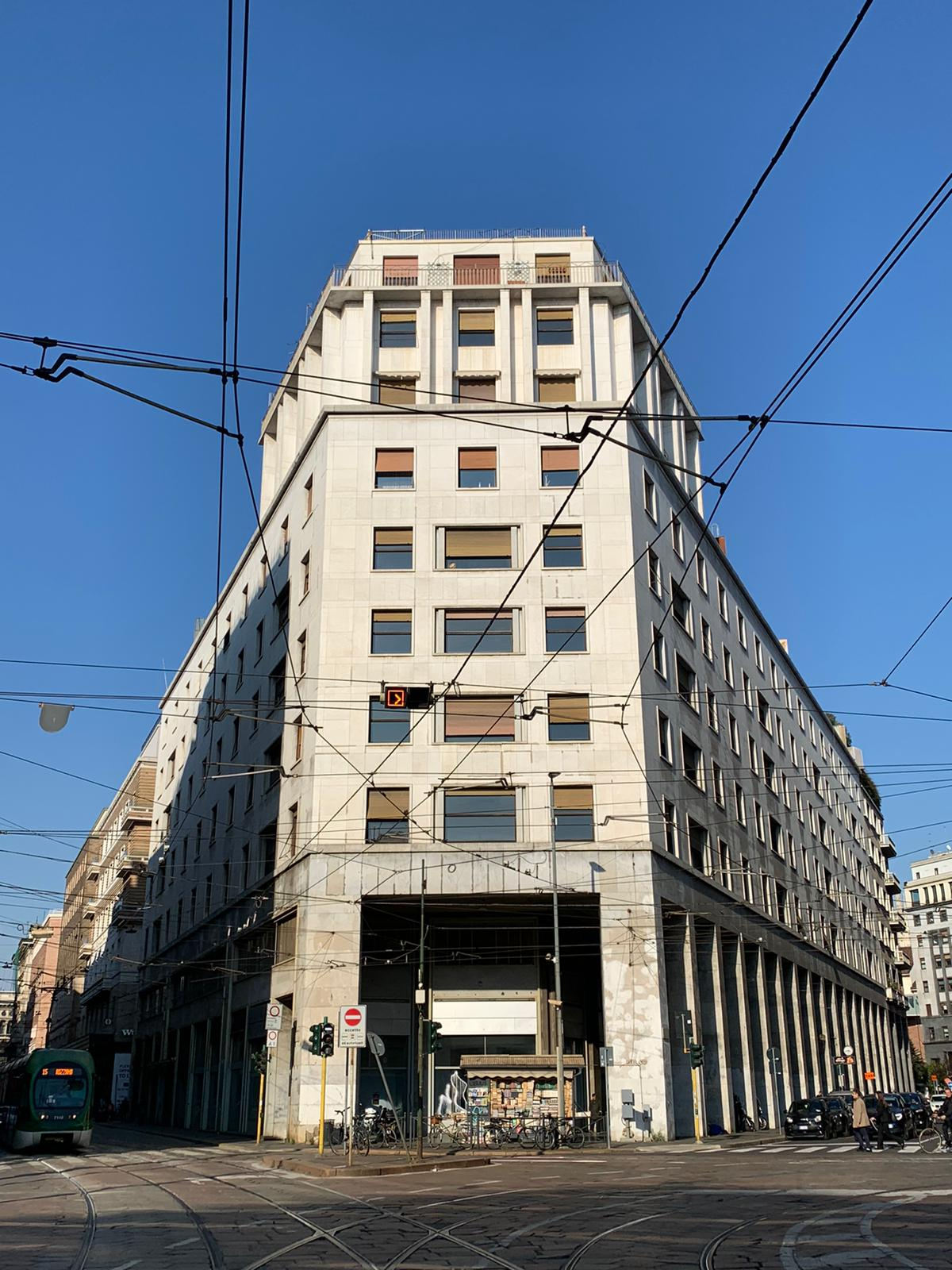
Палаццо Миссори, Милан. 1933—1938
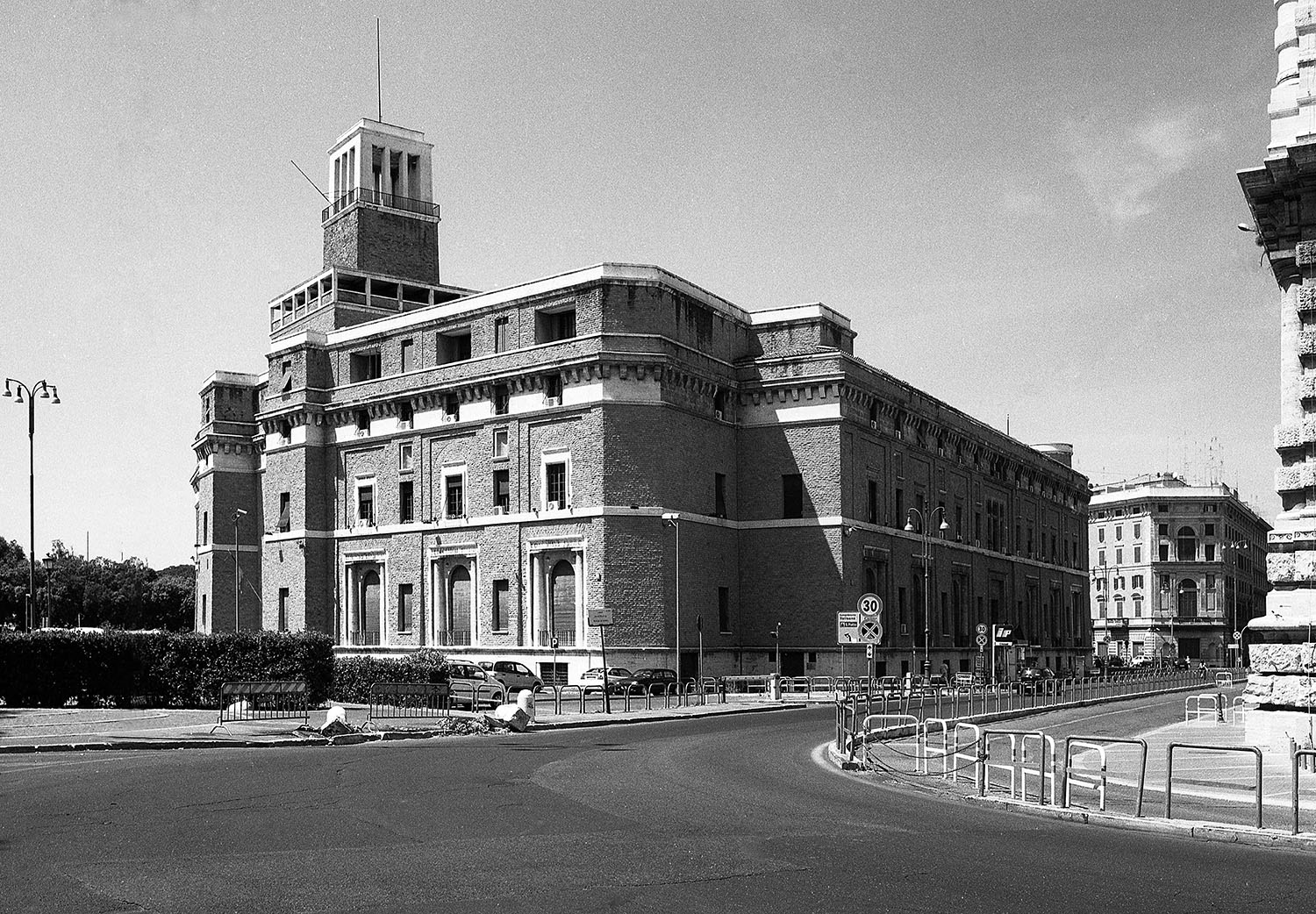
Дом инвалидов в Риме. 1936
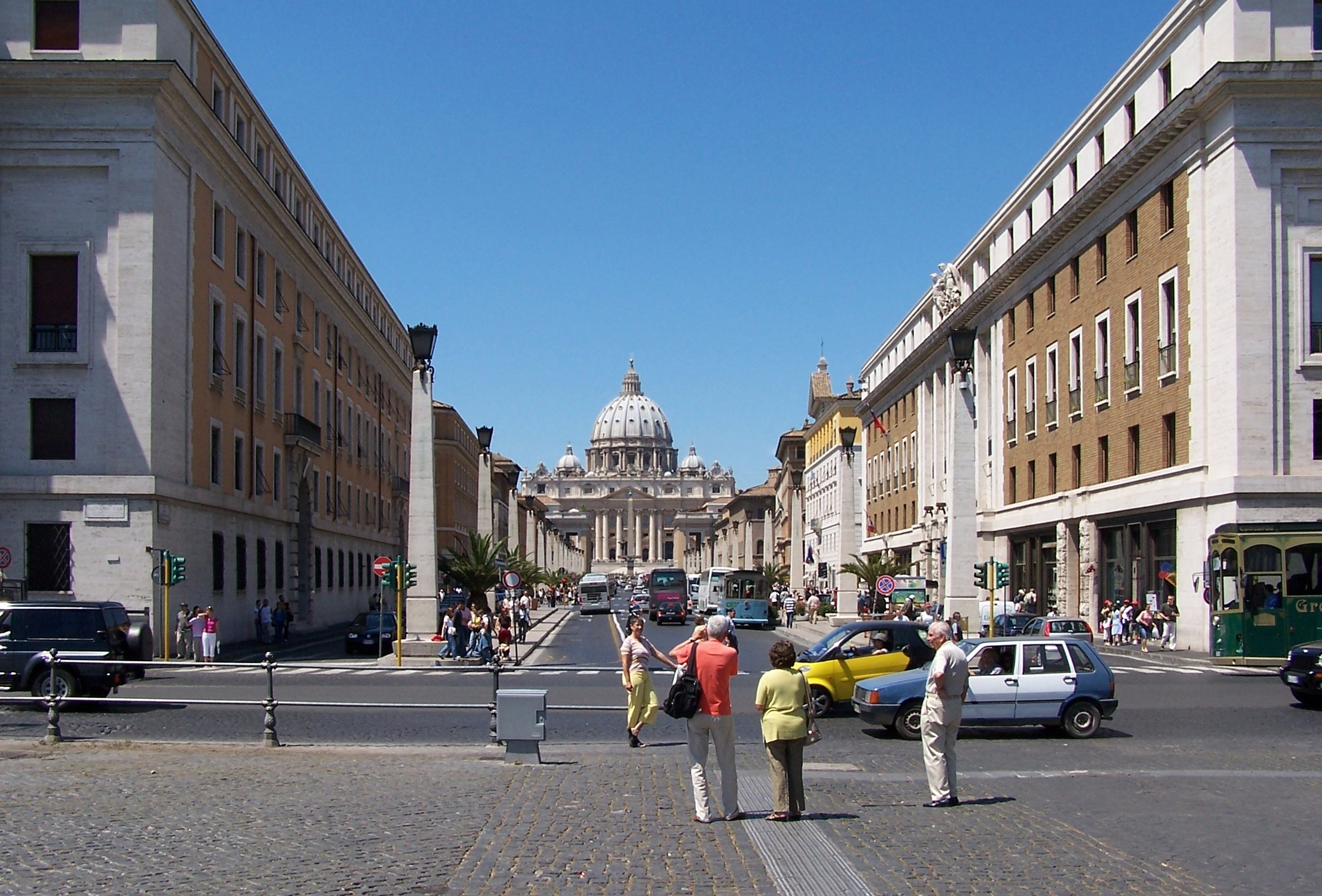
Виа делла Кончилиационе, Рим
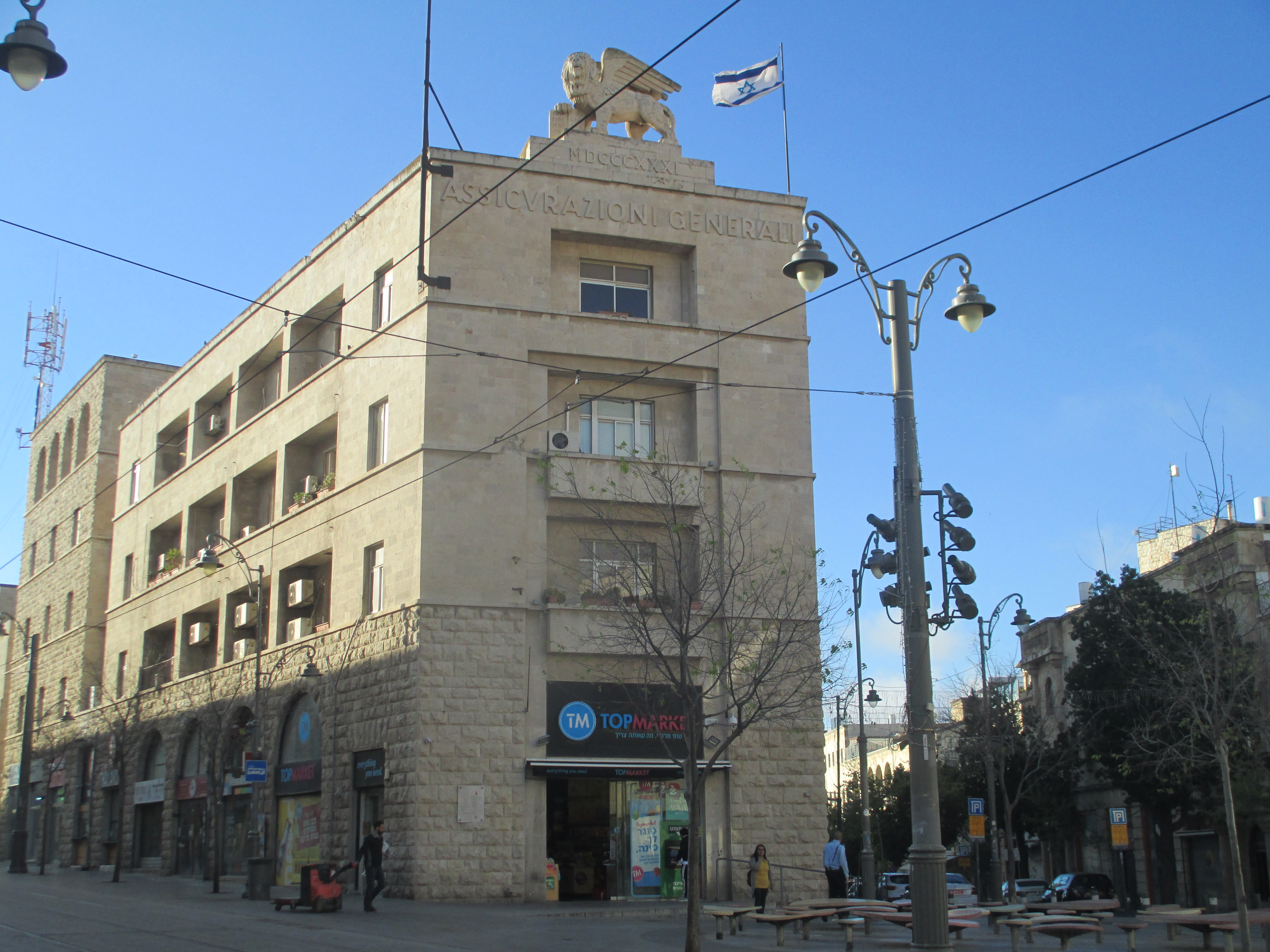
Здание страховой компании Assicurazioni Generali, Иерусалим, 1934
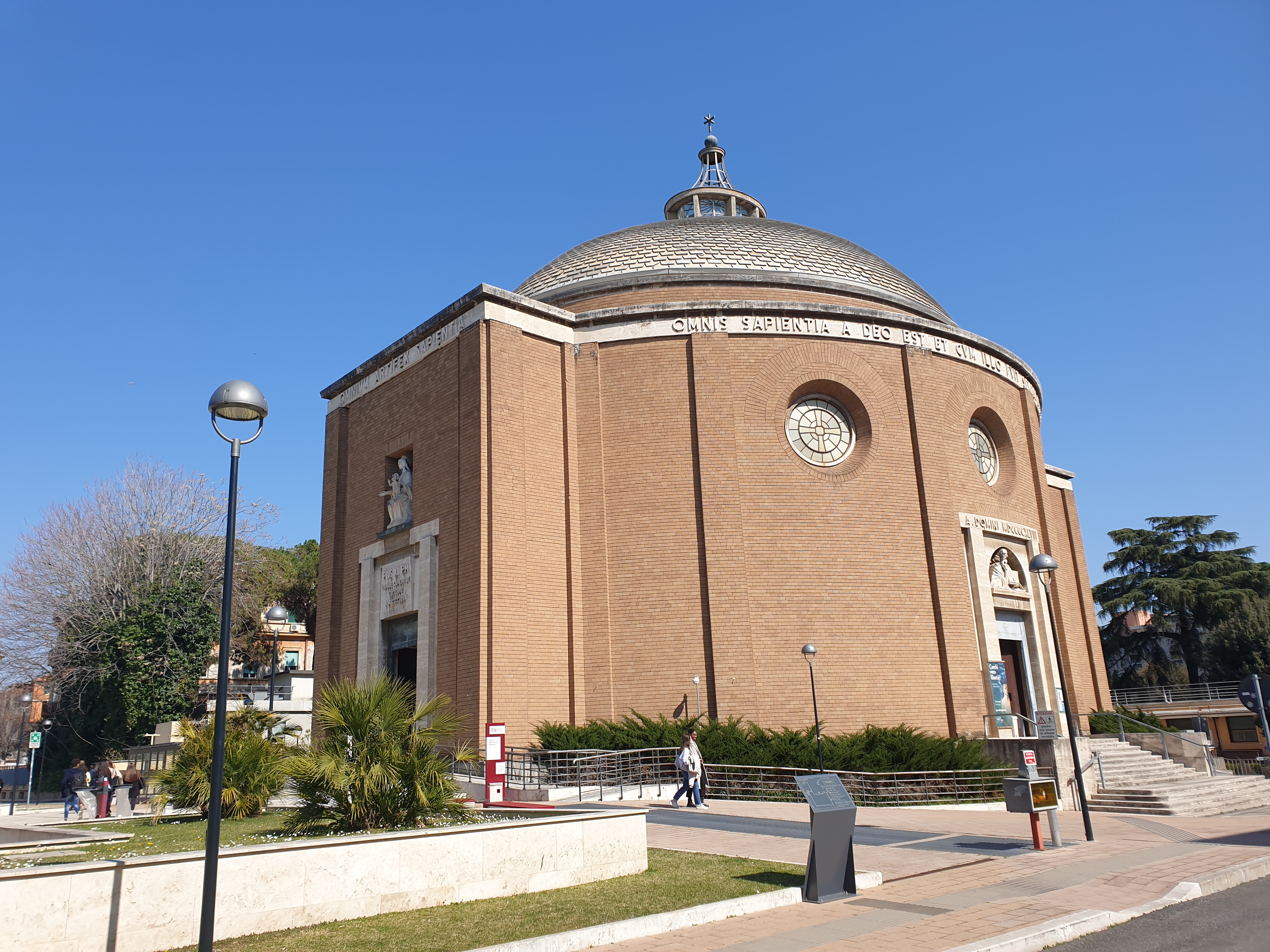
Капелла «Divina Sapienza» Римского университета Сапиенца. 1947—1952